# 新井家光
新井 家光（あらい いえみつ、1955年5月5日 - ）は、日本の政治家、医師。
元埼玉県深谷市長。現在、深谷中央病院院長を務める。また、学校法人葵学園および埼玉医療福祉専門学校の理事長も務める。
弟は自由民主党元衆議院議員の新井悦二。

## 経歴・人物
埼玉県深谷市出身。埼玉県立熊谷高等学校、帝京大学医学部卒業。大学卒業後、深谷中央病院を開業。
1995年に埼玉県議会議員（自由民主党公認）に当選。1999年に深谷市長に当選。以後深谷市長を2期務める。
2006年、いわゆる「平成の市町村合併」で、深谷市は近隣の3町（岡部町、川本町、花園町）と合併。新生深谷市の初代市長に選出される。
2010年、市長選挙において、前県議会議員小島進に敗れる。

## エピソード
- 2001年1月、市長として深谷市成人式に出席。祝辞を述べるも、新成人は一向に私語を止めず、携帯電話を掛けたり会場を歩き回ったりする者もいた。この様子を見るに見兼ねた新井は激怒。祝辞を取りやめ、手にした祝辞をステージ上に叩きつけて新成人を叱り飛ばした。「荒れる成人式」が全国的な話題となる中、この有様もテレビニュースで全国放映される。新井の豪快な反撃により、翌年以降、深谷市成人式は静寂を取り戻した。新井は取材に応じ、「わが市の若者も見捨てたものじゃないでしょう」と喜び、感心した様子であった。